# Viscoelasticiteit
Viscoelasticiteit is een eigenschap van materialen die zowel elastische als viskeuze kenmerken vertonen wanneer het materiaal wordt vervormd. Elastische materialen keren onmiddellijk terug naar hun oorspronkelijke staat nadat de aangebrachte spanning is verwijderd, terwijl viskeuze materialen weerstand bieden tegen vervorming en de vervorming in de tijd toeneemt wanneer een constante spanning wordt aangebracht. Viscoelastische materialen vertonen een combinatie van deze eigenschappen, wat resulteert in tijdsafhankelijke vervorming.

## Achtergrond
In de 19e eeuw onderzochten natuurkundigen zoals James Clerk Maxwell, Ludwig Boltzmann en Lord Kelvin het kruip- en herstelgedrag van glas, metalen en rubber. Viscoelasticiteit werd verder bestudeerd in de late twintigste eeuw toen synthetische polymeren werden ontwikkeld en in diverse toepassingen werden gebruikt.

## Eigenschappen van viscoelastische materialen
Viscoelastische materialen vertonen de volgende eigenschappen:
- Hysterese: In de spannings-straincurve is een lus zichtbaar, waarbij het gebied van de lus gelijk is aan de verloren energie tijdens de belastingcyclus.
- Spanningsrelaxatie: Bij een constante vervorming neemt de spanning in het materiaal geleidelijk af over de tijd.
- Kruip: Bij een constante spanning neemt de vervorming in het materiaal toe over de tijd.
- Afhankelijkheid van de vervormingssnelheid: De stijfheid van het materiaal hangt af van de snelheid waarmee de vervorming plaatsvindt.

In tegenstelling tot puur elastische stoffen heeft een viscoelastische stof zowel een elastisch als een viskeus component. De viscositeit van een viscoelastische stof geeft de stof een tijdsafhankelijke vervorming. Puur elastische materialen dissiperen geen energie (warmte) wanneer een belasting wordt aangebracht en vervolgens verwijderd. Echter, een viscoelastische stof dissipateert energie wanneer een belasting wordt aangebracht en vervolgens verwijderd.

## Toepassingen
Viscoelastische materialen worden in diverse toepassingen gebruikt, zoals in de medische sector voor implantaten en protheses, in de bouw voor isolatiematerialen, en in de auto-industrie voor dempingselementen. Daarnaast spelen ze een cruciale rol in biologische systemen; bijvoorbeeld, de viscoelasticiteit van de extracellulaire matrix beïnvloedt het gedrag van cellen en weefsels.

## Modellering en analyse
De studie van viscoelasticiteit maakt gebruik van dynamische mechanische analyse, waarbij een kleine oscillerende spanning wordt aangebracht en de resulterende vervorming wordt gemeten. Puur elastische materialen hebben spanning en vervorming in fase, zodat de reactie van de ene op de andere onmiddellijk is. In puur viskeuze materialen vertraagt de vervorming de spanning met 90 graden. Viscoelastische materialen vertonen gedrag tussen deze twee typen materialen, met enige vertraging in de vervorming.
Een complex dynamisch modulus G kan worden gebruikt om de relaties tussen de oscillerende spanning en vervorming weer te geven:
G = G' + iG
waarbij G' de opslagmodulus is en G de verliesmodulus:
G' = (σ₀ / ε₀) * cos(δ)
G = (σ₀ / ε₀) * sin(δ)
waarbij σ₀ en ε₀ respectievelijk de amplitudes van spanning en vervorming zijn, en δ de faseverschuiving tussen hen.